# 로맨스 (1997년 영화)
로맨스(Ishq, Romance)는 인도에서 제작된 인드라 쿠마 감독의 1997년 액션, 범죄, 드라마 영화이다. 아미르 칸 등이 주연으로 출연하였다.

## 출연

### 주연
- 아미르 칸
- 아제이 데브건
- 주히 초울라
- 까졸